# Mennetou-sur-Cher

Mennetou-sur-Cher este o comună în departamentul Loir-et-Cher, Franța. În 1 ianuarie 2022 avea o populație de 846 de locuitori.